# Curtis Sittenfeld

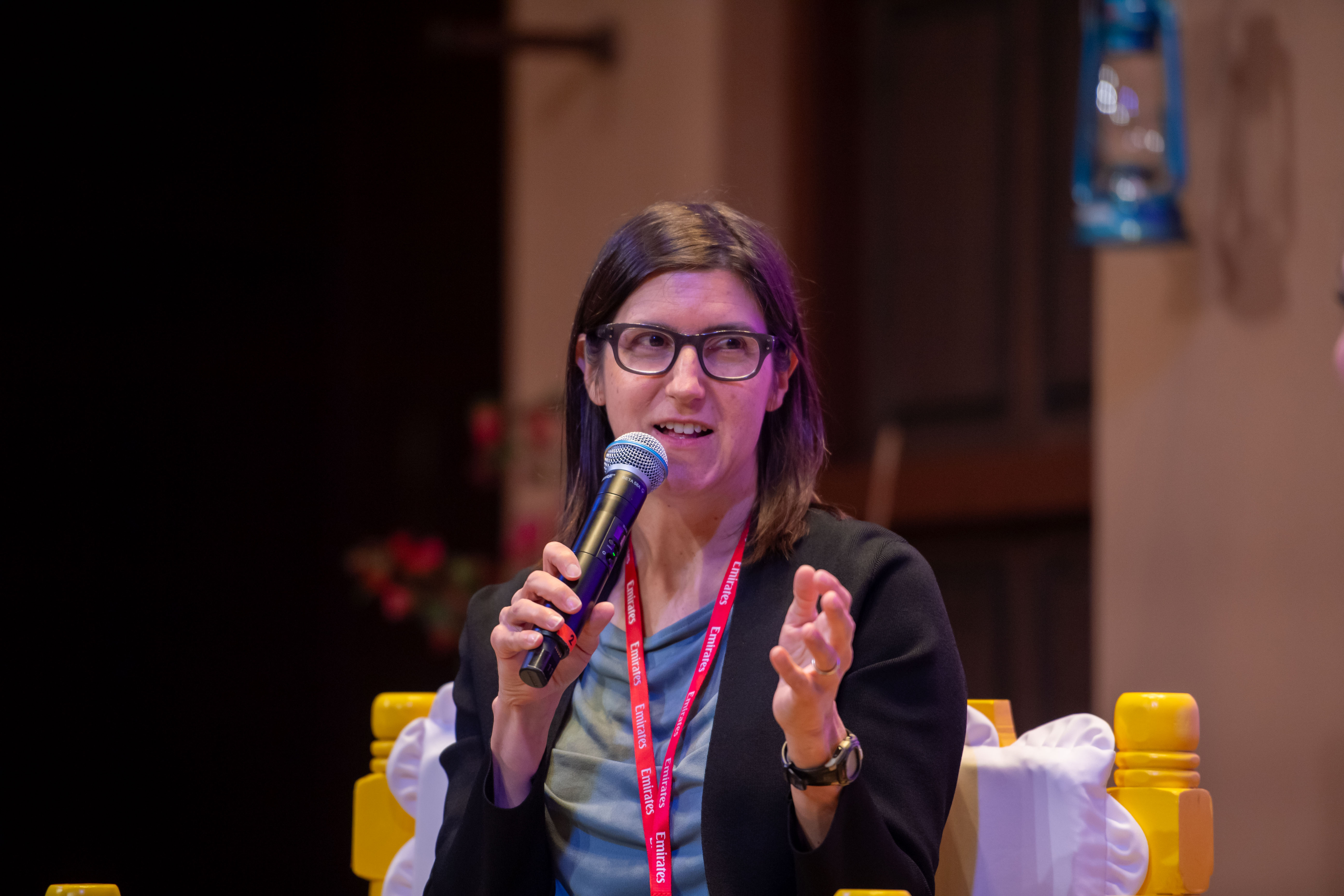
Curtis Sittenfeld (2024)

Elizabeth Curtis Sittenfeld (* 1975 in Cincinnati, Ohio) ist eine amerikanische Schriftstellerin.

## Leben
Curtis Sittenfeld wurde in Cincinnati als Tochter von Elizabeth und Paul G. Sittenfeld geboren. Sie besuchte die Seven Hills Grundschule in Cincinnati und ab der achten Klasse die Groton Privatschule in Groton (Massachusetts). Danach studierte sie am Vassar College in Poughkeepsie und dann an der Stanford University in Stanford (Kalifornien).
Nach dem Studium zog Sittenfeld nach Charlotte (North Carolina), wo sie für den Charlotte Observer schrieb. Dann arbeitete sie für das Fast Comany Magazin in Boston und nahm an einem Iowa Writers’ Workshop der University of Iowa teil. Ihre Artikel erschienen unter anderem in The New York Times, The Washington Post und People.
Im Jahr 2005 veröffentlichte Sittenfeld ihren Debüt-Roman Prep (deutscher Titel: Eine Klasse für sich). Der Roman erzählt die Erlebnisse der Schülerin Lee Fiora an der fiktiven Eliteschule Ault. Die New York Times wählte Prep zu den zehn besten Büchern des Jahres 2005. In ihrem 2008 erschienenen Roman Die Frau des Präsidenten zeichnet Curtis Sittenfeld ein fiktives Porträt der ehemaligen First Lady Laura Bush.
Sittenfelds Bücher wurden in fünfundzwanzig Sprachen übersetzt.

## Werke
- Eine Klasse für sich. Aufbau-Verlag, Berlin 2006, ISBN 978-3-351-03080-3 (Prep. Random House, NY 2005, ISBN 978-1-400-06231-7)
- Also lieb ich ihn. Übers. Patricia Klobusiczky. Gustav Kiepenheuer Verlag, Berlin 2007 ISBN 978-3-378-00681-2 (The Man of My Dreams. Random House, NY 2006, ISBN 978-1-400-06476-2); auch Aufbau TB
- Die Frau des Präsidenten. Übers. Gesine Schröder, Carina Tessari. Aufbau, Berlin 2009, ISBN 978-3-351-03268-5 (American Wife. Random House, NY 2008, ISBN 978-1-400-06475-5)
- Sisterland. Random House, NY 2013, ISBN 978-1-400-06831-9
- Vermählung. Übers. Sabine Schilasky. HarperCollins, Hamburg 2017, ISBN 978-3-95967-114-9 (Eligible. Random House, NY 2016, ISBN 978-1-400-06832-6)
- You Think It, I'll Say It. Erzählungen. Doubleday, 2018
- Hillary. Übers. Stefanie Römer. Penguin Verlag, München 2019, ISBN 978-3-328-60170-8[3]
- Romantic Comedy. Übers. Stephan Kleiner. Dumont Verlag, Köln 2024, ISBN 978-3-8321-6845-2 (Romantic Comedy. Random House, NY 2023, ISBN 978-0399590948)[4]
- Show Don’t Tell. Doubleday, New York 2025, ISBN 978-1-5299-2589-0.